# Joaquim Maximiano dos Santos
Joaquim Maximiano dos Santos (,  — São José, 25 de junho de 1906) foi um militar e político brasileiro.
Foi tenente da 2ª Companhia do 2º Batalhão de Infantaria da Reserva de São José (1852).
Foi deputado à Assembleia Legislativa Provincial de Santa Catarina na 26ª legislatura (1886 — 1887).